# Mon père est femme de ménage
Pour plus de détails, voir Fiche technique et Distribution.
Mon père est femme de ménage est un film français écrit et réalisé par Saphia Azzeddine, sorti en 2011.

## Synopsis et analyse
Le film est centré sur l'histoire d'un fils, Polo, et son père, Michel, travaillant comme technicien de surface. Il est adapté du livre éponyme et réalisé par son auteur. Le cadre familial est particulier : sa mère Suzanne est alitée et sa sœur Alexandra, avec laquelle il ne s'entend pas, n'a qu'une préoccupation : se présenter et gagner un concours de beauté. Polo n'a des relations proches qu'avec son père, Michel, qu'il apprécie. Cependant, le fait qu'il soit « femme de ménage » le complexe un peu, d'autant plus que cela fait dès le début du film l'objet de railleries de la part de ses camarades.  
Le film expose également la vie d'un adolescent, en commençant par dépeindre ses amis, de manière assez superficielle. Nous voyons cependant une certaine dichotomie entre eux et une culture d'appartenance ethnique ; les « noirs », les « arabes » et les « blancs » (mots utilisés dans le film) se moquent entre eux de leurs cultures et origines, ce qui fait référence à la situation des quartiers populaires.  Le film expose également les complexes de l'adolescent, son rapport avec les filles et ses premières amours, mais cela passe en second plan. 
Finalement, Polo obtient son bac au rattrapage et son père lui lègue tout l'argent qu'il avait épargné pour ses études et celles de sa sœur. Cette dernière, qui a échoué au concours de Miss, refuse toutefois d'en suivre.
La dernière partie (très courte) est une ellipse à la fin de laquelle on voit Polo, adulte, marié et ayant un fils, Jules. Polo est devenu steward. Son fils conclut alors qu'il était en fait femme de ménage, mais dans les airs, ce qui fait que le récit possède un certain cycle de répétition.

## Fiche technique
- Titre : Mon père est femme de ménage
- Réalisation : Saphia Azzeddine
- Scénario : Saphia Azzeddine, d'après son roman éponyme
- Photographie : Jean-Pierre Sauvaire
- Musique : Loïk Dury, Bruno Epron Mahmoudi et Christophe Minck
- Montage : Jennifer Augé
- Décors : Laurent Ott
- Producteurs : Thomas Langmann, Laurent Pétin, Michèle Pétin et Nathalie Rheims
- Société de production : Berel Films, La Petite Reine, ARP Sélection et TF1 Films Production
- Société de distribution : ARP Sélection, K-Films Amérique (Québec)
- Pays :  France
- Langue : français
- Genre : comédie dramatique
- Durée : 80 minutes
- Dates de sortie :
  - France : 18 janvier 2011 (Festival de l'Alpe d'Huez), 13 avril 2011 (en salles)
  - Québec : 11 mai 2011

## Distribution
- François Cluzet : Michel
- Jérémie Duvall : Polo
- Nanou Garcia : Suzanne
- Alison Wheeler : Alexandra
- Aïmen Derriachi : Marwan
- Jules Sitruk : Rudy
- Barbara Probst : Priscilla
- Franck Keïta : Jérôme
- Abdel-Akim Mebtouche : Kastriot
- Mélèze Bouzid : Atika
- Sabrina Chebli : Coralie
- Béatrice Michel : principale
- Nicky Marbot : chef de rayon
- Clémence Dumon : fille n°1
- Charlène François : fille n°2
- Anne Loiret : prof
- Abdellah Moundy : père de Marwan
- Lila Salet : Enya
- Léo Bonaventure : Anton
- Tadie Tuene : Omar
- Catherine Chevallier : psy
- Marie-Bénédicte : femme n°1
- Sarah Capony : femme n°2
- Flore Babled : réceptionniste
- Bouraouïa Marzouk : mère de Marwan
- Jean-Yves Chatelais : proviseur
- Kym Thiriot : miss N°13
- Jennifer Murzeau : miss N°4
- Pascal Ruiz : présentateur des Miss
- Olivier Vietti : imitateur des Miss (Sosie de Laurent Gerra)
- Gérard Moulévrier : prof de français
- Éric Naggar : banquier
- Charles Petit : Polo papa
- Nathan Simony : Julo
- Maud Jurez : Chloé
- Hugo Malpeyre

## Distinctions
- Le film a reçu le prix du public au Festival international du film de comédie de l'Alpe d'Huez en 2011[1].